# Львов, Дмитрий Константинович
Дми́трий Константи́нович Львов (род. 26 июня 1931, Москва) — советский и российский вирусолог, бывший директор НИИ вирусологии имени Д. И. Ивановского РАМН, заведующий кафедрой вирусологии в 1-м МГМУ им. И. М. Сеченова. С 1979 года активно занимался проблемами вирусных гепатитов. При его непосредственном участии в Ташкенте был организован филиал института вирусологии им. Д. И. Ивановского, в дальнейшем выделившийся в самостоятельный институт.

## Биография
Дмитрий Константинович Львов родился 26 июня 1931 года в Москве. Отец — Львов Константин Иванович (1895—1950), профессор-психолог. Мать — Львова Нина Александровна (1897—1960).
По окончании школы поступил в Первый Московский медицинский институт, после второго курса был переведён в Военно-медицинскую академию им. С. М. Кирова (Ленинград), которую окончил с отличием в 1955 году. Он учился у светил медицинской науки СССР, среди которых были Е. Н. Павловский, Ш. Д. Мошковский, М. П. Чумаков.
До 1957 года работал младшим научным сотрудником в Институте санитарии МО СССР. После демобилизации из армии выдержал конкурс на должность младшего научного сотрудника в Институте медицинской паразитологии и тропической медицины Минздрава СССР, где работал до декабря 1960 годах.
В 1960 году защитил кандидатскую диссертацию на тему «Иммунологическая структура населения в очагах клещевого энцефалита». Был переведён в Институт полиомиелита и вирусных энцефалитов АМН СССР, где вырос до руководителя лаборатории.
В 1965 году защитил докторскую диссертацию «Иммунопрофилактика клещевого энцефалита».
С октября 1967 года переходит в Институт вирусологии им. Д. И. Ивановского на должность руководителя лаборатории (до 1969 года), а затем заместителя директора по науке. В течение многих лет ведёт созданное им научное направление экологии вирусов и возглавляет соответствующий отдел, крупнейший в институте.
В 1975 году был избран членом-корреспондентом АМН СССР.
С 1976 года — международный советник Американского комитета по арбовирусам.
С 1984 года — действительный член АМН СССР (ныне РАМН).
С 1984 года — руководитель Всероссийского центра экологии возбудителей инфекционных болезней.
С 1985 года — член Международного комитета по таксономии вирусов.
С 1989 года — директор Центров ВОЗ по гриппу и респираторным инфекциям, вирусным гепатитам, арбовирусам.
С 1987 года по 2014 год — директор Института вирусологии имени Д. И. Ивановского РАМН.
С 1999 года — эксперт ВОЗ.
В 2014 году Научно-исследовательский институт вирусологии им. Д. И. Ивановского был присоединён к научно-исследовательскому институту эпидемиологии и микробиологии имени почётного академика Н. Ф. Гамалеи (НИИЭМ им. Н. Ф. Гамалеи), образовав Федеральное государственное бюджетное учреждение «Национальный исследовательский центр эпидемиологии и микробиологии имени почетного академика Н. Ф. Гамалеи» Министерства здравоохранения Российской Федерации.

## Вклад в науку

### Основные исследования
Д. К. Львов создал и руководит научным направлением экологии вирусов и популяционной генетики арбовирусов, молекулярной экологии вирусов, ведёт исследования рекомбинационных процессов в механизме формирования генофонда вирусных популяций. При этом он сочетает эволюционный подход и математические методы многофакторного анализа, создав концепцию о закономерностях циркуляции арбовирусов в различных климатогеографических поясах мира.
Д. К. Львов разработал авторский метод экологического зондирования территории России и стран бывшего СССР, позволивший прогнозировать возникновение эпидемических вспышек в различных ландшафтных поясах на территории России. Методом молекулярной экологии российские учёные установили генетическую характеристику вирусов Крымской геморрагической (ККГЛ) лихорадки и лихорадки Западного Нила (ЛЗН), вызвавших обширные эпидемические вспышки в 1999—2002 годах на юге России, и показали идентичность геномов штаммов этого вируса, выделенных в этот период в России и США.
Под руководством Д. К. Львова были проведены широкомасштабные полевые и экспериментальные исследования, чтобы изолировать из природы 60 разновидностей различных семейств арбовирусов, многие из которых были зарегистрированы в Международном каталоге арбовирусов в качестве новых для науки. Была изучена не только их роль в заболеваемости, но и разработаны диагностические препараты.
Д. К. Львов руководил исследованиями, позволившими описать неизвестные ранее инфекции — Карельскую лихорадку, Иссык-Кульскую лихорадку, лихорадку Тамды, лихорадку долины Сыр-Дарьи.
Д. К. Львов применил экологический подход, чтобы изучить механизмы возникновения новых пандемических вирусов гриппа А. Учёные института определили 14 разновидностей вирусов, активно циркулирующих в природных биоценозах Северной Евразии, а также выявили их генетические варианты, которые могут преобразоваться в новые пандемические вирусы.
Институт проводил мониторинг распространения в России различных генотипов гепатита С, установив повсеместное доминирование наиболее патогенного гепатита 1B.
Под руководством Д. К. Львова были изучены причины и последствия заноса птичьего гриппа H5N1 в Северную Евразию, проникновение его в Россию, последствия пандемии и эволюция вируса-возбудителя.
Дмитрий Константинович Львов продолжает актуальные для здравоохранения исследования по биологической безопасности и проблемы новых и возвращающихся инфекций, в том числе вирусных, для которых характерна высокая степень изменчивости генома возбудителя.

### Школа вирусологии
Д. К. Львов — создатель признанной во всём мире школы вирусологов, специалистов в области арбовирусологии, экологии вирусов. Он подготовил более 50 кандидатов и докторов наук и возглавляет специализированный учёный совет по защите докторских диссертаций по вирусологии, эпидемиологии и инфекционным болезням, межведомственный научный совет по вирусологии РАМН.
Входит в бюро профилактической медицины РАМН.
Он многие годы руководит кафедрой вирусологии последипломного профессионального образования ММА им. И. М. Сеченова.
Д. К. Львов — главный редактор научно-медицинского журнала «Вопросы вирусологии».

### Международное признание
Высокий научный авторитет Д. К. Львова в мире подтверждают не только многочисленные публикации в международных журналах и выступления на конференциях, но и избрание международным советником Американского национального комитета по арбовирусам (с 1976 года по настоящее время), членом международного комитета по изучению вирусов в высоких широтах; членом таксономических групп по буньявирусам и тогавирусам международного комитета по таксономии вирусов; куратором с российской стороны исследований по экологии гриппа в рамках российско-американского сотрудничества по проблеме гриппа; экспертом ВОЗ по гриппу (с 1989 года по настоящее время); председателем Комитета по медицинским наукам и здравоохранению Тихоокеанской научной ассоциации (1974—1982 годы); членом редколлегии двух международных журналов и научных тематических сборников.

### Популяризация науки
На протяжении многих лет Дмитрий Константинович активно проводит широкую научно-координационную работу по вирусологии. Являясь руководителем Центра экологии возбудителей инфекционных заболеваний вирусной природы, он проводит ежегодные экспедиции, региональные совещания, научные конференции и семинары вирусологов, эпидемиологов, инфекционистов практического здравоохранения страны и стран СНГ по проблеме «Арбовирусы и арбовирусные инфекции». Он был организатором и председателем Президиума международных симпозиумов «Арбовирусы», «Вирусные гепатиты» и «100-летие вирусологии».

### Выступления в СМИ
В феврале 2020 года Львов изложил в интервью «Московскому комсомольцу» свои воззрения касательно происхождения, эпидемиологии и профилактики распространения COVID-19.
В том же интервью Львов заявил, что обычный грипп гораздо опаснее, чем COVID-19, поскольку ежегодно от гриппа умирают 200—300 тысяч человек в мире, и упомянул зафиксированные в начале 2020 года «единичные случаи гибели от гриппа в России» и несколько десятков жертв в США. Согласно уверенному прогнозу Львова, к концу 2020 года «жертв от обычного гриппа будет гораздо больше, чем от коронавируса».
Для сравнения можно указать, что по данным Росстата общее число смертельных исходов среди заболевших COVID-19 за апрель 2020 года—сентябрь 2021 года составило 462,4 тыс. человек.

## Награды, премии
Д. К. Львов — трижды лауреат премии им. Д. И. Ивановского, лауреат премии им. Академика Н. Ф. Гамалеи.
В 1976 году был награждён орденом «Знак Почёта».
В 1991 году награждён орденом Ленина за создание в стране нового научного направления — экологии вирусов и разработку теоретических и практических направлений по этой проблеме.
В 1999 году стал лауреатом Государственной премии РФ за проведение в масштабе страны исследований по проблеме новых и вновь возвращающихся инфекций и создание «Атласа распространения возбудителей природно-очаговых вирусных инфекций на территории РФ».
В 2011 году академик по случаю 80-летнего юбилея получил приветственный адрес президента РФ Д. Медведева.
В 2012 году получил Национальную премию «Призвание» в номинации «За вклад в развитие медицины, внесенный представителями фундаментальной науки и немедицинских профессий» — за фундаментальные исследования экологии вирусов гриппа, результатом которых явилось выявление пандемических мутантов.
В 2012 году награждён орденом Почёта.

## Сочинения[1]
Д. К. Львов является автором и соавтор более 700 фундаментальных научных трудов, в том числе 11 монографий и руководств по общей и частной вирусологии и учебных пособий для медицинских вузов.
- Львов Д. К., Лебедев А. Д. «Экология арбовирусов» // Москва: Медицина, 1974. — 184 с.
- Цилинский Я. Я., Львов Д. К. «Популяционная генетика вирусов позвоночных» // Москва: Медицина, 1977. — 192 с.
- Львов Д. К., Ильичёв В. Д. «Миграции птиц и перенос возбудителей инфекции» // Москва: Наука, 1979. — 270 с.
- Жданов В. М., Львов Д. К. «Экология возбудителей инфекционных болезней» // Москва: Медицина, 1984. — 263 с.
- Львов Д. К., Клименко С. М., Гайдамович С. Я. «Арбовирусы и арбовирусные инфекции» // Москва: Медицина, 1989. — 335 с.
- «Новые и вновь возникающие вирусные инфекции. Вопросы вирусологии» (2000)
- «Атлас распространения возбудителей природно-очаговых вирусных инфекций на территории РФ» // Москва: издательство НПЦ ТМГ Минздрава РФ, 2001. — 192 с.
- «Медицинская вирусология. Руководство» // Москва: Медицинское информационное агентство, 2007. — 640 с.
- «Circulation of influenza virus in natural biocenosis» In: Viruses and Environment. AC. Press, NY-San Francisco-London, 1978. Ch. 18, p.p.351-380
- Mahy B.W., Lvov D.K. (Eds). «Conceptis of Virology». Harwood Academic Publ., 1993, 438 p.
- «Arboviral Zoonoses in Northern Eurasia» In: Beran J.W., Steeile О.Р. (Eds). CRS Press, Boca Raton, AnnArbor-London-Tokyo, 1994, p.p.237-260
- «Viral Hepatitis». In: «Man against viruses», UNESCO. Venice, 1994, Ch.4, p.p.159-205.
- «Prevalence of hepatitis С virus and distribution of its genotypes in Northern Eurasia». Arch. Virol., 1996; 141:1613-1622
- «West Nile Virus and Other Zoonotic Viruses in Russia: Examples of Emerging-Reemerging Situations». Arch. Virol. Suppl. 2004; 18:85-96.